# Оманозубець Ругеля
Оманозубець Ругеля (Anomodon rugelii) — вид мохів порядку гіпнобрієвих (Hypnales).

## Поширення
Ареал охоплює такі частини світу: Європа, Північна Америка, Азія.
Населяє стовбури дерев (зазвичай 1–2 метри над основою), основні та кислі породи, гірські листяні ліси; від помірних до високих висот.

## Характеристика
Рослини дрібні, у густих, щільних килимках, від темно-зелених до іржаво-коричневих. Стебла до 3.5(5) см, 0.8–1.5 мм ушир, в сухому стані товсті, слабо розгалужені; ризоїдів багато. Листки широко-довгасто-язичкові, (1.2)1.4–2.3(2.5) мм; краї плоскі, іноді на верхівці дрібно зубчасті; верхівка широко тупа чи заокруглена, ціла. Коробочкові ніжки (0.5)0.9–2.2 см. Коробочка подовжена, (1)1.8–2.3(2.5) мм; продихи біля основи. Спори 9–14 мкм, злегка соскові.